# جایلز کوپر
جایلز کوپر (انگلیسی: Giles Cooper؛ ‏ ۹ اوت ۱۹۱۸ – ۲ دسامبر ۱۹۶۶) نمایشنامه‌نویس و فیلم‌نامه‌نویس اهل بریتانیا بود.
از فیلم‌ها یا مجموعه‌های تلویزیونی که وی در آن‌ها نقش داشته‌است، می‌توان به بینوایان اشاره نمود.